# Cub (scooter)
Cub is een historisch merk van miniscooters.
In de jaren vijftig werd onder deze naam een Amerikaanse miniscooter gebouwd. Hij had een inklapbaar frame en twee versnellingen. Het ging dus waarschijnlijk om een vouwscooter. De topsnelheid bedroeg 40 km/uur.
In 1939 werd een licht motorfietsje met de naam "Cub" in het Verenigd Koninkrijk gepresenteerd. Zie hiervoor Pride & Clarke.